# Frankie Lucas
Frankie Lucas (San Vicente y las Granadinas; 15 de agosto de 1953-Londres; 8 de abril de 2023) fue un boxeador sanvicentino de categoría peso medio.

## Carrera
A los nueve años se muda a Croydon de Gran Londres y obtiene la nacionalidad británica, obteniendo dos veces el título de campeón británico de peso medio en 1972 y 1973. En 1973 no es elegido para representar a Reino Unido en los Juegos de la Mancomunidad de 1974 luego de perder el título de la ABA ante Carl Speare.
Decidió representar a San Vicente y las Granadinas en los Juegos de la Mancomunidad de 1974, donde finalmente tomaría revancha ante Speare y lo vence en la semifinal, y vencería en la final a Julius Luipa de Zambia por knockout en el segundo asalto para ser medallista de oro, la primera medalla de oro de San Vicente y las Granadinas en los Juegos de la Mancomunidad.
Pasaría al profesionalismo en donde tendría 17 peleas y tuvo dos peleas titulares por el campeonato británico donde sería derrotado por Tony Sibson y Kevin Finnegan respectivamente.